# Parkatejê
Le parkatejê (ou gavião) est une langue de la famille des langues jê parlée au Brésil.

## Classification
Le parkatejê est un des parlers du sous-groupe timbira. Il est parlé par deux groupes d'Amérindiens, les Gavião Pykobjê et les Gavião Parkatejê. La langue est parlée principalement dans l'État brésilien de Pará, ainsi qu'au Maranhão.  
Les diffèrent groupes Timbira considèrent qu'au delà des différences linguistiques ils parlent une seule et même langue, le timbira qui fonde leur identité collective. 